# 퓌러엄폐호

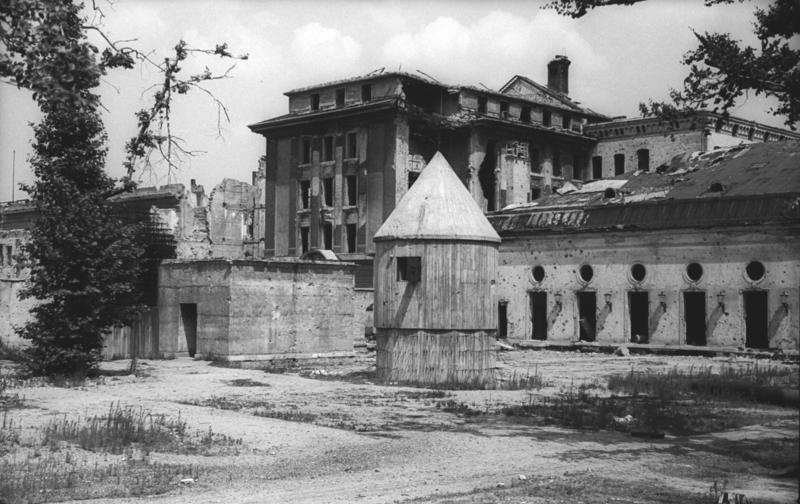
1947년 7월 독일 수상 정원에 있는 총통 벙커의 뒤쪽 입구 사진. 히틀러와 에바 브라운의 시신은 왼쪽 비상구 앞에 있는 포탄 구멍에서 불에 탔고, 중앙에 있는 원뿔 모양의 구조물은 환기를 위해 사용되었고, 경비병들을 위한 방공호로 사용되었다.

퓌러엄폐호(-掩蔽壕, 독일어: Führerbunker)는 나치 독일 베를린의 국가수상부 구청사 옆에 위치한 방공호이다. 1936년과 1944년에 두 차례에 걸쳐 완성된 복잡한 지하 엄폐호로서, 제2차 세계 대전 당시 아돌프 히틀러가 사용한 최후의 퓌러본부이다.
히틀러는 1945년 1월 16일 퓌러엄폐호로 들어갔고, 퓌러엄폐호는 2차대전 유럽 전역 최후의 무대가 되었다. 히틀러는 1945년 4월 마지막 주 이 엄폐호 안에서 에바 브라운과 결혼했고, 그 직후에 동반 자살했다.

## 같이 보기
- 베르그호프
- 다운폴 (영화)
- 나치 건축
- 늑대소굴